# Liste der Stolpersteine in Troms

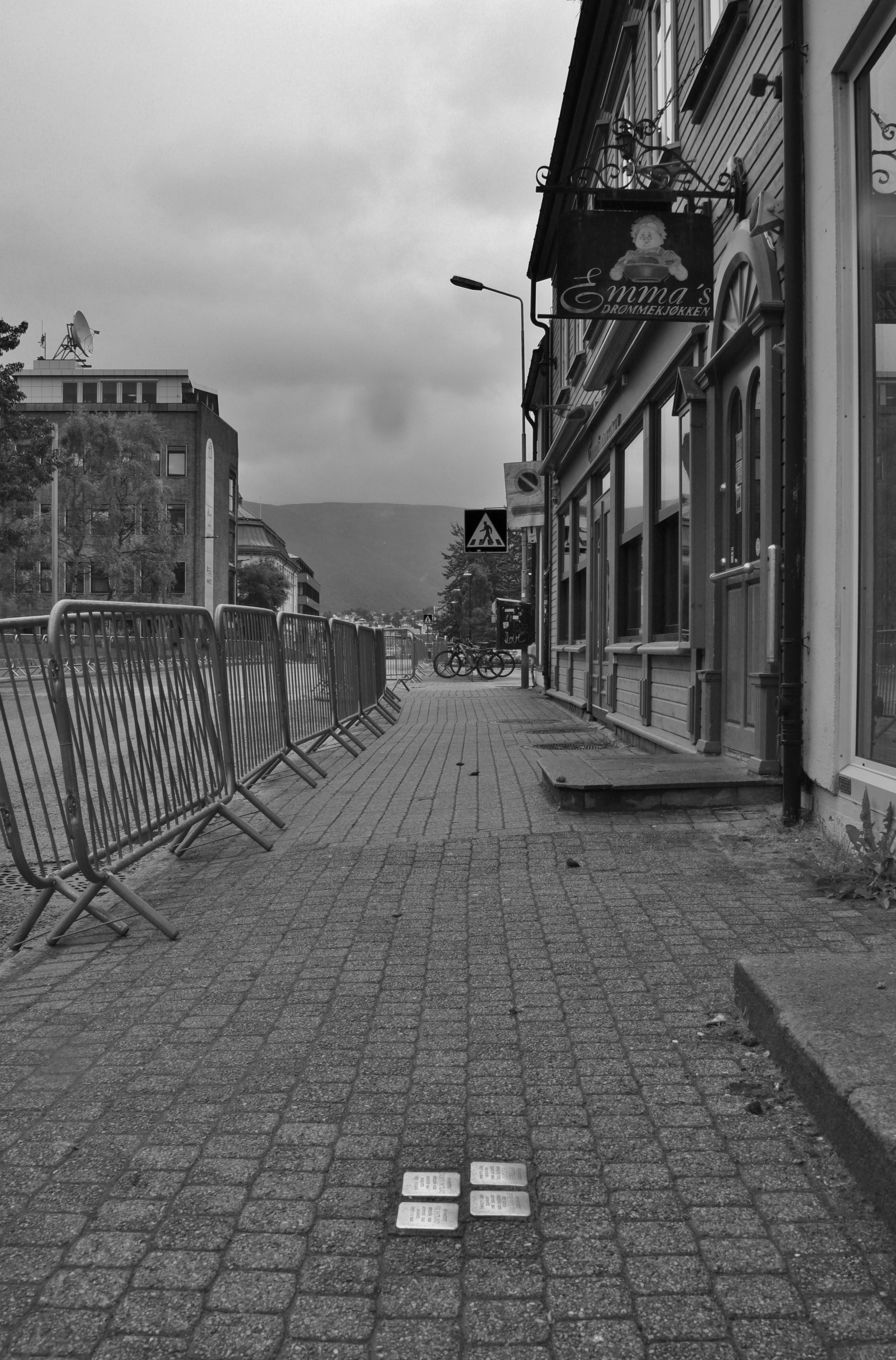
Stolpersteine in Tromsø

Die Liste der Stolpersteine in Troms listet alle Stolpersteine in der norwegischen Provinz Troms auf. Stolpersteine erinnern an das Schicksal der Menschen, die von den Nationalsozialisten ermordet, deportiert, vertrieben oder in den Suizid getrieben wurden. Die Stolpersteine wurden vom Kölner Künstler Gunter Demnig konzipiert und werden im Regelfall von ihm selbst verlegt. Meistens liegen die Stolpersteine vor dem letzten selbstgewählten Wohnort des Opfers.
Die ersten Verlegungen in dieser Provinz erfolgten am 16. Juni 2014 in Harstad.

## Verlegte Stolpersteine

### Harstad
In Harstad wurden drei Stolpersteine an einer Stelle verlegt. Die Beschädigungen resultieren wahrscheinlich von Schneeräumgeräten, sind folglich ohne Absicht erfolgt. Alljährlich müssen in Norwegen zahlreiche beschädigte oder zerstörte Stolpersteine ersetzt werden, denn in den langen Wintern kommt es immer wieder zu derartigen Beschädigungen. 
| Stolperstein | Inschrift                                                                                | Verlegeort       | Name, Leben |
| ------------ | ---------------------------------------------------------------------------------------- | ---------------- | --- |
|              | HIER WOHNTE EVA SHOTLAND GEB. GLICK JG. 1909 DEPORTIERT 1943 AUSCHWITZ ERMORDET 3.3.1943 | Hvedingsgate 3 · | Eva Scheine Shotland geb. Glick wurde am 1. November 1909 in Trondheim geboren. Ihre Eltern waren Kalman Glick und Rakel Lea geb. Bekker. Sie heiratete Isak Shotland, die Hochzeit fand in Trondheim statt. Das Paar hatte einen gemeinsamen Sohn, Harry Simon Shotland, geboren am 24. August 1941. Ihr Ehemann wurde am 26. Oktober 1942 wegen seiner jüdischen Abstammung verhaftet, nach Auschwitz deportiert worden, zur Zwangsarbeit im KZ Monowitz eingeteilt und dort am 29. Januar 1943 ermordet. Auch Eva Shotland und ihr Sohn Harry, erst eineinhalb Jahre alt, wurden am 26. November 1942 verhaftet, blieb knapp drei Monate interniert und wurden am 24. Februar 1943 mit dem Schiff Gotenland deportiert. Es folgte der Weitertransport im Viehwaggon, ohne das Ziel zu kennen. Mutter und Sohn wurden unmittelbar nach ihrer Ankunft im Vernichtungslager Auschwitz am 3. März 1943 zur Vernichtung selektiert und sogleich in einer der Gaskammern ermordet. |
|              | HIER WOHNTE HARRY SIMON SHOTLAND JG. 1941 DEPORTIERT 1943 AUSCHWITZ ERMORDET 3.3.1943    | Hvedingsgate 3 · | Harry Simon Shotland wurde am 24. August 1941 in Harstad als Sohn von Isak Shotland und dessen Frau Eva geborene Glick geboren. Der Junge wurde gemeinsam mit seiner Mutter am 26. November 1942 verhaftet und blieb dann knapp drei Monate interniert. Am 24. Februar 1943 wurden er und seine Mutter Eva in das Vernichtungslager Auschwitz deportiert. Beide wurden unmittelbar nach der Ankunft am 3. März 1943 in einer der Gaskammern ermordet. Der Junge war eineinhalb Jahre alt. Sein Vater war bereits am 26. Oktober 1942 wegen seiner jüdischen Abstammung verhaftet, dann nach Auschwitz deportiert worden, zur Zwangsarbeit im KZ Monowitz eingeteilt und dort am 29. Januar 1943 ermordet worden. Die gesamte Verwandtschaft väterlicherseits wurde im Zuge der Shoah ausgelöscht. |
|              | HIER WOHNTE ISAK SHOTLAND JG. 1907 DEPORTIERT 1942 AUSCHWITZ ERMORDET 29.1.1943          | Hvedingsgate 3 · | Isak Shotland wurde am 20. März 1907 in Trondheim geboren. Seine Eltern waren Meyer Leib Shotland und Rosa geborene Becker. Er leistete seinen Militärdienst, führte dann das Bekleidungsgeschäft Centrum Herreekvipering in Harstad und hatte zwei Kinder, ein uneheliches, Jan (geboren 1933), und ein eheliches, Harry Simon (geboren 1941). Letzteres entstammte seiner 1940 geschlossenen Ehe mit Eva geborene Glick. Er war ein exzellenter Fußballspieler und diente später als angesehener Schiedsrichter. Im Norwegen-Feldzug verteidigte er als Feldwebel sein Heimatland. Er wurde am 26. Oktober 1942 wegen seiner jüdischen Abstammung verhaftet. Seine Frau bemühte sich um seine Freilassung. Auch ein exzellentes Leumundszeugnis des Bürgermeisters Nils Hunstad vom 14. November 1942 nützte nichts. Er wurde in das Vernichtungslager Auschwitz deportiert, zur Zwangsarbeit im KZ Monowitz eingeteilt und dort am 29. Januar 1943 ermordet. Die Ehefrau und der noch nicht zweijährige Sohn Harry Simon wurden am 26. November 1942 verhaftet, schließlich ebenfalls nach Auschwitz deportiert und am 3. März 1943 dort in einer Gaskammer ermordet. Auch die Eltern, Geschwister, der Schwager, die Nichten und Neffen von Isak Shotland wurden alle in den Gaskammern von Auschwitz ermordet. Überleben konnte einzig sein unehelicher Sohn Jan, der in die Fußstapfen seines Vaters trat und ein exzellenter Fußballspieler wurde. Er war in den frühen 1950er Jahren als Spieler der ersten Mannschaft des IF Fløya verpflichtet. |

### Tromsø
In Tromsø wurden 14 Stolpersteine an sechs Adressen verlegt. In der Stadt erinnert auch eine Gedenktafel an die verschleppten und ermordete jüdischen Mitbürger.
| Stolperstein | Inschrift | Verlegeort      | Name, Leben |
| ------------ | --- | --------------- | --- |
|              | HIER ARBEITETE CHONE MOSES (CONRAD) CAPLAN GEBOREN 1922 DEPORTIERT 1942 AUSCHWITZ ERMORDET FEBRUAR 1945 DORA / MITTELBAU | Strandgata 34 · | Chone Moses Caplan, auch Conrad, wurde am 2. Dezember 1922 geboren. Seine Eltern waren Daniel Caplan und Anna Sara, geborene Glück. Er hatte fünf Geschwister. Caplan wurde bei der ersten Massenverhaftung von Juden am 18. Juni 1941 mitten in einer Prüfung an der Wirtschaftsschule Moldenæs festgenommen. In der Folge wurde er im Jahr 1942 in das KZ Mittelbau-Dora deportiert. Chone Moses Caplan wurde im Februar 1945 während eines Todesmarsches ermordet. Von seiner Familie überlebten ein Bruder und eine Schwester die Shoah. |
|              | HIER ARBEITETE DANIEL CAPLAN GEBOREN 1870 DEPORTIERT 1943 AUSCHWITZ ERMORDET 3.3.1943                                    | Strandgata 34 · | Daniel Caplan wurde am 15. April 1870 geboren. Er stammte aus dem Golf von Riga im heutigen Lettland und wuchs in ärmlichen Verhältnissen auf. Ende des 19. Jahrhunderts flüchtete er mit seiner Familie vor den Pogromen in Russland. Zuerst lebte und arbeitete er mehrere Jahre in Manchester, später in Bergen und Trondheim. Er heiratete Anna Sara geborene Glück. Das Paar bekam sechs Kinder, darunter die vier Söhne Jakob (geboren 1903), Solly (Salomon) (geboren 1908), Hertze (geboren 1913) und Chone Moses (Conrad) (geboren 1922). 1910 ließ sich die Familie in Tromsø nieder. Daniel Caplan wurde dort ein erfolgreicher Geschäftsmann, erwarb ein Geschäftsgebäude, hatte sechs bis sieben Angestellte und betrieb zusätzlich ein kleines elegantes Geschäft für Einrichtung und Möblierung. Er handelte auch mit Reinigungsartikeln und war Großhändler für Seife. Seine soziale Ader führte dazu, dass er verarmten und benachteiligten Bürgern der Stadt half, praktisch und finanziell. Die NS-Besatzung Norwegens vernichtete alles, was er und seine Familie aufgebaut hatten. Das Haus wurde „arisiert“, er erlitt einen Schlaganfall, wurde verhaftet und auf einer Bahre abtransportiert. Er wurde in den Süden des Landes verschleppt und von dort in das Vernichtungslager Auschwitz deportiert. Unmittelbar nach seiner Ankunft am 3. März 1943 wurde er in einer Gaskammer ermordet. Alle vier, oben genannten Söhne wurden ebenfalls in Auschwitz ermordet. Zwei seiner Kinder konnten die Shoah überleben, seine Tochter und einer seiner Söhne. Nach dem Untergang des NS-Regimes kehrte das geraubte Geschäftshaus in Familienbesitz zurück. Heute führt ein Urenkel dort ein Dessous-Geschäft. Der Stolperstein für seinen Sohn Jacob Caplan wurde in Narvik verlegt. |
|              | HIER ARBEITETE HERTZE CAPLAN GEBOREN 1913 DEPORTIERT 1942 AUSCHWITZ ERMORDET 3.3.1943                                    | Strandgata 34 · | Hertze Caplan wurde am 18. Juni 1913 als Sohn von Daniel Caplan und Anna Sara geborene Glück geboren. Seine Eltern stammten aus Litauen und waren aufgrund der Pogrome im Russischen Reich zur Jahrhundertwende nach Manchester emigriert. 1910 kam die Familie nach Norwegen. Hertze hatte fünf Geschwister. Er war ein begeisterter Sportler, unter anderem spielte er Fußball und zählte zur Kampfmannschaft des Vereins SKARP in Tromsø. Er absolvierte seine Lehre als Kaufmann und arbeite im Geschäft seines Vaters, Londoner Basaren. Seine Begeisterung für die Ballsportart Bandy, Vorläuferin des heutigen Eishockey, führte dazu, dass er die notwendige Ausrüstung aus dem Ausland importierte. Er verliebte sich in Ingebjørg Berg, ein Mädchen aus einer christlichen Familie. Sie heirateten in New York und planten, sich dort niederzulassen. Ingebjørg Caplan war zum Judentum konvertiert. Zu Beginn des Zweiten Weltkriegs kehrten sie zurück und bezogen eine Wohnung in Ramfjordgata 14. Im August 1940 wurde die gemeinsame Tochter Anne-Lise geboren. Am 18. Juni 1941 wurde Hertze Caplan verhaftet und in das Gestapo-Lager Sydspissen gebracht. Dort mussten die arbeitsfähigen jüdischen Männern aus Nordnorwegen Zwangsarbeit verrichten, auch er und einer seiner Brüder. 1942 wurde in das Vernichtungslager Auschwitz verschleppt und dort im folgenden Jahr ermordet, ebenso wie sein Vater und drei seiner Brüder. |
|              | HIER ARBEITETE SOLLY CAPLAN GEBOREN 1908 DEPORTIERT 1942 AUSCHWITZ ERMORDET 16.12.1942                                   | Strandgata 34 · | Solly Caplan wurde am 12. Mai 1908 geboren. Seine Eltern waren Daniel Caplan und Anna Sara, geborene Glück. Er hatte fünf Geschwister. Er absolvierte eine kaufmännische Ausbildung als Vorbereitung auf die Übernahme des väterlichen Geschäftes zusammen mit seinem Bruder Hertze. Caplan wurde bei der ersten Massenverhaftung von Juden am 18. Juni 1941 festgenommen und in das Gestapo-Lager Sydspissen gebracht. Im Jahr 1942 wurde er in das Vernichtungslager Auschwitz deportiert und zur Zwangsarbeit eingeteilt. Solly Caplan wurde am 16. Dezember 1942 ermordet. Von seiner Familie überlebten und ein Bruder und eine Schwester die Shoah. |
|              | HIER ARBEITETE MORITZ KLEIN GEBOREN 1911 DEPORTIERT 1942 AUSCHWITZ ERMORDET 17.2.1943                                    | Storgata 62 ·   | Moritz Klein wurde am 29. Januar 1911 geboren. Sein Vater, Hennoch Klein, war 1896 mit seinen Eltern aus Litauen als Flüchtling nach Norwegen gekommen. Er führte ein Geschäft in Trondheim. Moritz begann Jura zu studieren, doch sein Vater wollte, dass er ein neu gegründetes Herrenausstattergeschäft in Tromsø übernehmen solle. Er heiratete Mirjam und das Paar bekam eine Tochter, Anne-Rita. Die Familie wohnte in den Alfheimvegen 43. Einige Mitglieder der Familie Klein konnten rechtzeitig nach Schweden flüchten, Moritz jedoch nicht. Er wurde – wie alle erwachsenen männlichen Juden in Tromsø und Nordnorwegen – am 18. Juni 1941 verhaftet, vier Tage vor Hitlers Angriff auf die Sowjetunion. Seine Frau wollte Tromsø nicht verlassen und zur Familie nach Oslo reisen, solange ihr Mann inhaftiert war. Erst als Moritz Klein – nach Aufenthalten in Narvik und im Lager Falstad – am 3. April 1942 in das Polizeihäftlingslager Grini südwestlich von Oslo überstellt wurde, zog Mirjam nach Süden. Sie und ihre Tochter kamen bei ihrer ältesten Schwester in Oslo unter. Ihre Familie wurde vor der Verhaftungswelle des 26. November 1942 gewarnt und Mirjam Klein und die Tochter konnten nach Schweden flüchten. Moritz Klein wurde mit der Monte Rosa deportiert, zuerst nach Aarhus in Dänemark, dann im Viehwaggon quer durch Deutschland in das Vernichtungslager Auschwitz. Moritz Klein überstand die Selektion, wurde zur Zwangsarbeit eingeteilt und starb am 17. Februar 1943 nach fast dreimonatiger Lagerhaft und Zwangsarbeit. |
|              | HIER WOHNTE ZEMACK RESNICK GEBOREN 1893 DEPORTIERT 1942 AUSCHWITZ ERMORDET 14.1.1943                                     | Skolegata 9 ·   | Zemack Resnick wurde am 17. Dezember 1893 in Kaunas, Litauen, geboren. Seine Eltern waren Leib Resnick und dessen Frau Malke. Um 1910 emigrierte er nach Norwegen und arbeitete sich in der Folge vom Handelsreisenden hoch zum angesehenen Geschäftsmann, der in Andenes auf den Vesterålen sein eigenes Geschäft führte. Er kaufte und verkaufte Tiere, Felle und Alteisen. Schließlich stieg er auch in den Export von Fleisch und Fisch ein, ein Geschäft, das für die in den 1930er Jahren notleidende Bevölkerung zunehmend Bedeutung erlangte. Er bewohnte ein Pensionszimmer in der Skolegata 9 von Tromsø. Um seine Gesundheit war es nicht gut bestellt, er litt an einer Leberkrankheit. Er wurde im Juni 1941 verhaftet und war zuerst im Polizeihäftlingslager Sydspissen interniert. Er wurde nach Narvik überstellt, von dort nach Falstad und schließlich in das Polizeihäftlingslager Grini. Am 26. November 1942 wurde er mit der Monte Rosa nach Deutschland und von dort im Viehwaggon in das Vernichtungslager Auschwitz deportiert. Zemack Resnick wurde am 14. Januar 1943 in Auschwitz ermordet. Er hatte keine Familie. |
|              | IN TROMSØ WOHNTE REBEKKA SAKOLSKY GEB. SHOTLAND GEBOREN 1912 DEPORTIERT 1943 AUSCHWITZ ERMORDET 3.3.1943                 | Strandgata 36 · | Rebekka Sakolsky geb. Shotland kam am 20. September 1912 als Tochter von Meyer Leib Shotland und Rosa geborene Becker zur Welt. Sie hatte zwei Brüder und drei Schwestern, Salomon, Sarah, Isak, Eva und Helene, die bereits als 3-jährige starb. Sie heiratete den 25 Jahre älteren Selik Sakolsky verheiratet. Am 5. Juli 1940 bekamen sie eine Tochter, Ruth. Der Ehemann war sehr besorgt um Mutter und Kind, da seit der Okkupation des Landes sich Hunderte oder gar Tausende deutsche Militärs befanden. Er engagierte eine Freundin der Familie, Mossa Bergesen aus Tromsdalen, als Nanny. Er konnte aber nicht verhindern, dass deutsche Uniformierte das Haus durchsuchten und schließlich den Familienvater festnahmen und das Geschäft beschlagnahmten. Die Familie wurde auseinandergerissen. Der Ehemann kam in ein Lager, Rebekka Sakolsky wurde gezwungen in ein Wohnheim auf der Spitze von Tromsøya zu übersiedeln. Als Mossa Bergesen am Morgen des 26. November 1942 zu Rebekka kam, fand sie ein leeres Haus vor. Rebekka Sakolsky und ihre Tochter waren von der norwegischen Staatspolizei abgeholt und nach Süden geschickt worden. Mutter und Tochter waren für kurze Zeit in Oslo inhaftiert, bevor sie nach Auschwitz deportiert wurden. Beide wurden unmittelbar nach der Ankunft in Auschwitz am 3. März 1943 ermordet. Ihre ganze Familie wurde ebenfalls ermordet. |
|              | IN TROMSØ WOHNTE RUTH SAKOLSKY GEBOREN 1940 DEPORTIERT 1943 AUSCHWITZ ERMORDET 3.3.1943                                  | Strandgata 36 · | Ruth Sakolsky wurde am 5. Juli 1940 geboren. Ihre Eltern waren Selik Sakolsky und Rebekka geb. Shotland. Ihre Mutter legte ein Kinderalbum an, in dem das Leben des Kleinkindes in Wort und Bild dokumentiert wurde. Das Album überstand die Deportationen und gehört heute zum Sammlungsbestand des Jødisk Museum i Oslo, des Jüdischen Museums von Oslo. Darin befindet sich beispielsweise ein Bild des Mädchens gemeinsam mit ihrem ein Jahr jüngeren Cousin Harry Simon Shotland, der in Harstad geboren wurde. Die beiden Kinder sollten die jüngsten Opfer der Shoah in Nordnorwegen werden. Ruth und ihre Mutter wurden am 25. November 1942 von der norwegischen Staatspolizei festgenommen und in das Gefängnis Bredtveit in Oslo überstellt. Ruths Vater wurde im selben Monat auf dem Schiff Monta Rosa deportiert und am 1. Dezember 1943 im Vernichtungslager Auschwitz ermordet. Drei Monate nach ihrer Verhaftung, am 25. Februar 1943, wurden auch Mutter und Tochter deportiert. Sie wurden mit dem Truppentransporter Gotenland nach Deutschland verschleppt und kamen von dort im Viehwaggon nach Auschwitz. Unmittelbar nach ihrer Ankunft am 3. März 1943 wurden Ruth und Rebekka Sakolsky in einer der Gaskammern ermordet. Auch die gesamte Familie ihrer Mutter wurde im Zuge der Shoah ausgelöscht. |
|              | HIER ARBEITETE SELIK SAKOLSKY GEBOREN 1887 DEPORTIERT 1942 AUSCHWITZ ERMORDET 1.12.1942                                  | Strandgata 36 · | Selik Sakolsky wurde am 24. Dezember 1887 in Augustow, Polen, geboren. Er führte lange Jahre ein Wanderleben, kam nach Norwegen, heiratete und zeugte zwei Kinder, ging auf Geschäftsreise in die USA, ließ sich schließlich in Tromsø nieder und eröffnete dort ein Geschäft. In zweiter Ehe war er mit Rebekka geb. Shotland verheiratet, die 25 Jahre jünger war. Zuerst wohnte das Paar bei Mjelde, rund dreißig Kilometer südlich auf der Nachbarinsel Kvaløya, später zogen sie in die Stadt, in eine Villa in der Rektor Qvigstadsgata 17. Das Paar bekam eine Tochter, Ruth, geboren am 5. Juli 1940. Eine Freundin der Familie wurde als Nanny engagiert. Sie sollte später berichteten, dass Selik ein fürsorglicher Mensch war, der sich in Nordnorwegen sehr wohl fühlte und besonders gerne Fisch aß. Er sah sich gezwungen, das Angebot, mit Frau und Kind nach Spitzbergen zu flüchten, abzulehnen – denn er fürchtete Repressalien gegen seine Schwiegereltern und gegen die Geschwister seiner Frau. Am 18. Juni 1941 wurde der Geschäftsmann in Tromsø verhaftet, weil er Jude war, und in das Polizeihäftlingslager Sydspissen auf Tromsøya gebracht. Am 26. November 1942 wurde Selik Sakolsky nach Auschwitz deportiert und dort unmittelbar nach der Ankunft am 1. Dezember 1942 ermordet. Drei Monate später wurden auch Frau und Kind von NS-Schergen verhaftet, deportiert und in Auschwitz ermordet. Die gesamte Familie seiner Frau wurde im Zuge der Shoah ausgelöscht. |
|              | HIER ARBEITETE EVA SHOTLAND GEBOREN 1908 DEPORTIERT 1943 AUSCHWITZ ERMORDET 3.3.1943                                     | Kirkegata 10 ·  | Eva Shotland kam am 29. Dezember 1908 als Tochter von Meyer Leib Shotland und Rosa geborene Becker zur Welt. Sie hatte zwei Brüder und drei Schwestern, Salomon, Sarah, Isak, Rebekka und Helene, die bereits als 3-jährige starb. Sie besuchte die Gyllenborg Mädchenschule in Tromsø. Wie ihre beiden Brüder war Eva sehr sportlich. Sie tanzte Ballett und wurde nach mehreren öffentlichen Auftritten in Tromsø als Kleine Ballerina bezeichnet. Als Erwachsene arbeitete sie im Geschäft ihrer Eltern. Mit dem Einmarsch deutscher Truppen in Norwegen endeten die Zeiten der Harmonie und Idylle. Am 26. Oktober 1942 wurde ihr Vater von der norwegischen Staatspolizei festgenommen, in der Folge auch Eva Shotland und alle anderen Familienmitglieder. Im Februar 1943 wurden Eva Shotland, ihre Eltern und ihre Schwester Rebekka mit ihrer zweijährigen Tochter Ruth in das Vernichtungslager Auschwitz deportiert und dort unmittelbar nach ihrer Ankunft am 3. März 1943 in den Gaskammern von Auschwitz ermordet. Die ganze Familie wurde im Zuge der Shoah ausgelöscht. |
|              | HIER ARBEITETE MEYER LEIB SHOTLAND GEBOREN 1878 DEPORTIERT 1943 AUSCHWITZ ERMORDET 3.3.1943                              | Kirkegata 10 ·  | Meyer Leib Shotland wurde am 1. August 1878 in Russland geboren. Seine Eltern waren Moses Shotland und Lea, geborene Stein. Er hatte zwei Geschwister, Marie (geboren 1891) und Isak (geboren 1892). Die Familie war, wie viele andere jüdische Familien, aufgrund der Verfolgungen Ende des 19. Jahrhunderts im Baltikum nach Norwegen emigriert. Er war verheiratet mit Rosa geb. Becker. Das Paar hatte sechs Kinder, Salomon (geboren 1902), Sarah (geboren 1904), Isak (geboren 1907), Eva (geboren 1908), Rebekka (geboren 1912) und Helene (geboren 1916), die bereits im Alter von drei Jahren verstarb. Nachdem die Familie an mehreren Orten in Norwegen gelebt hatte, zuletzt bis 1922 in Trondheim, eröffnete Meyer Leib Shotland ein Kleidungsgeschäft in der Kirkegata 10 von Tromsø, direkt gegenüber der Kathedrale. Die Familie zog nach Tromsø, lebte in der Skolegata 41 und arbeitete im Laden mit. Die Geschäfte liefen gut, es wurden Niederlassungen, auch in Harstad, gegründet und die Familie erlangte Ansehen in der Stadt. Meyer Leib Shotland beteiligte sich auch am Aufbau der jüdischen Gemeinde von Tromsø und kümmerte sich um eine Interimssynagoge, alljährlich angemietet für die hohen Feiertage, Rosch Haschana und Jom Kippur. 1940 starb seine Tochter Sarah, die nach Narvik geheiratet hatte. 1942 wurden seine Söhne, sein Bruder Isak Shotland und sein Schwager Meyer Dvoretsky nach Auschwitz deportiert und in der Folge dort ermordet. Meyer Leib Shotland wurde am 26. Oktober 1942 in Tromsø von der norwegischen Staatspolizei festgenommen, in der Folge in das Vernichtungslager Auschwitz deportiert und dort unmittelbar nach seiner Ankunft am 3. März 1943 – ebenso wie seine Frau und seine Töchter – in einer der Gaskammern von Auschwitz ermordet. 1943 wurden auch seine Schwester und deren zwei Kinder sowie seine Schwiegertochter und deren kleiner Sohn Harry in den Gaskammern von Auschwitz ermordet. Einzig Sigurd Dvoretsky kam vorerst nicht in die Gaskammer, er wurde zur Zwangsarbeit eingeteilt und erst im Januar 1944 umgebracht. Weitere Stolpersteine für Mitglieder der Familie Shotland liegen in Harstad (für Sohn Isak und Familie), Mosjøen (für Bruder Isak) und Trondheim (für Schwester Marie und Familie). |
|              | HIER ARBEITETE ROSA SHOTLAND GEB. BECKER GEBOREN 1878 DEPORTIERT 1943 AUSCHWITZ ERMORDET 3.3.1943                        | Kirkegata 10 ·  | Rosa Shotland geb. Becker kam 1878 zur Welt. Sie heiratete Meyer Leib Shotland. Das Paar hatte sechs Kinder, Salomon (geboren 1902), Sarah (geboren 1904), Isak (geboren 1907), Eva (geboren 1908), Rebekka (geboren 1912) und Helene (geboren 1916), die bereits im Alter von drei Jahren verstarb. Nachdem die Familie in mehreren Orten Norwegens gelebt hatte, zuletzt bis 1922 in Trondheim, eröffnete Meyer Leib Shotland ein Kleidungsgeschäft in der Kirkegata 10 von Tromsø, direkt gegenüber der Kathedrale. Die Familie zog nach Tromsø, lebte in der Skolegata 41 und arbeitete im Laden mit. Die Geschäfte liefen gut, es wurden Niederlassungen, auch in Harstad, gegründet und die Familie erlangte Ansehen in der Stadt. Ihre Tochter Sarah verehelichte Fischer lebte mit Ehemann und Kind in Narvik. Sie starb 1940. Der Überfall Hitlerdeutschlands und die Besatzung Norwegens änderte alles. Am 18. Juni 1941 wurde der Salomon, der ältere Sohn, verhaftet. 1942 wurden beide Söhne und ihr Schwager Isak Shotland nach Auschwitz deportiert und in der Folge dort ermordet. Im selben Jahr, am 26. Oktober 1942, wurde auch ihr Ehemann von der norwegischen Staatspolizei festgenommen. Schließlich wurden auch sie und ihre Töchter verhaftet, in das Vernichtungslager Auschwitz deportiert und dort unmittelbar nach ihrer Ankunft am 3. März 1943 – ebenso wie ihr Mann – in einer der Gaskammern von Auschwitz ermordet. 1943 wurden auch ihre Schwägerin und deren zwei Kinder in eine der Gaskammern von Auschwitz geschickt wurden. Die ganze Familie wurde ausgelöscht. |
|              | HIER ARBEITETE SALOMON SHOTLAND GEBOREN 1902 DEPORTIERT 1942 AUSCHWITZ ERMORDET 11.2.1943                                | Kirkegata 10 ·  | Salomon Chaim Shotland wurde am 18. Mai 1902 als erster Sohn von Meyer Leib Shotland und Rosa geb. Becker geboren. Er hatte fünf Geschwister, Sarah, Eva, Isak, Rebekka und Helene, die bereits als 3-jährige starb. Er war sehr sportlich und reüssierte insbesondere in der Leichtathletik und im Fußball. Er stellte mehrere Vereinsrekorde auf und verhalf seinem Verein IF Skarp, der heute noch als Fußballclub besteht, 1926 zum nordnorwegischen Meistertitel in der Leichtathletik. Er lief die 100 Meter in 11,6 Sekunden und erreichte auch im Weitsprung beachtliche Weiten. 1928 war er erneut unter den Besten seines Vereins, später war er als Vorstandsmitglied für den Verein tätig. Salomon Shotland wurde am 18. Juni 1941 festgenommen und im Polizeihäftlingslager Sydspissen interniert. Dort wurden männliche Juden und politische Gefangene festgehalten. 1942, nach Aufenthalten in verschiedenen norwegischen Gefängnissen und Arbeitslagern, wurde Salomon Shotland nach Auschwitz deportiert und dort am 11. Februar 1943 ermordet. Die ganze Familie wurde ebenfalls im Zuge der Shoah umgebracht. |
|              | HIER ARBEITETE HERMAN SMITH GEBOREN 1907 DEPORTIERT 1942 AUSCHWITZ ERMORDET 13.2.1943                                    | Bispegata 1 ·   | Herman Smith wurde am 13. Februar 1907 geboren. 1927/28 absolvierte er seinen Wehrdienst in einer Eliteeinheit der Norwegischen Armee im äußersten Norden Norwegens, in der Garnison von Sør-Varanger. Zeitweise war er an der Grenze zu Finnland stationiert. Danach wurde er ein erfolgreicher und sehr beliebter Geschäftsmann in Tromsø. Er heiratete Bergljot geb. Rønne. Das Paar bekam drei Kinder. Es war ein sehr musikalischer Haushalt. Seine Frau hatte eine schöne Stimme und er spielte mehrere Instrumente. Weil er ein patriotischer Norweger (und Jude) war, flüchtete er nach dem Überfall des NS-Regimes auf Norwegen mit Frau und Kindern. Seine Erfahrungen aus dem Militärdienst und seine Ortskenntnis halfen ihm auf dem Weg nach Finnland. Als seine Schwägerin starb und die Schwiegermutter erkrankte, ließ er sich überreden mit Frau und Kindern nach Norwegen zurückzukehren. Wenig später wurde er verhaftet und im Polizeihäftlingslager Sydspissen interniert. Herman Smith wurde in das Vernichtungslager Auschwitz deportiert, wo er an seinem 36. Geburtstag, dem 13. Februar 1943, ums Leben kam. Seine Familie erhielt keine Entschädigung, sie musste auf engstem Raum und in Armut leben. |

## Verlegedaten
- 16. Juni 2014: Harstad
- 17. Juni 2014: Tromsø